# Trifaroteno
O trifaroteno, vendido sob a marca Aklief, é um medicamento usado para a acne. É aplicado na pele como um creme. O hidratante também pode ser usado para ajudar a prevenir irritações na pele.
Os efeitos secundários comuns incluem comichão, irritação e queimaduras solares leves. Há preocupações de que o uso durante a gravidez prejudique o bebé. É um retinoide; especificamente um agonista selectivo do receptor de ácido retinoico (RAR)-γ de quarta geração.